# Myosotis

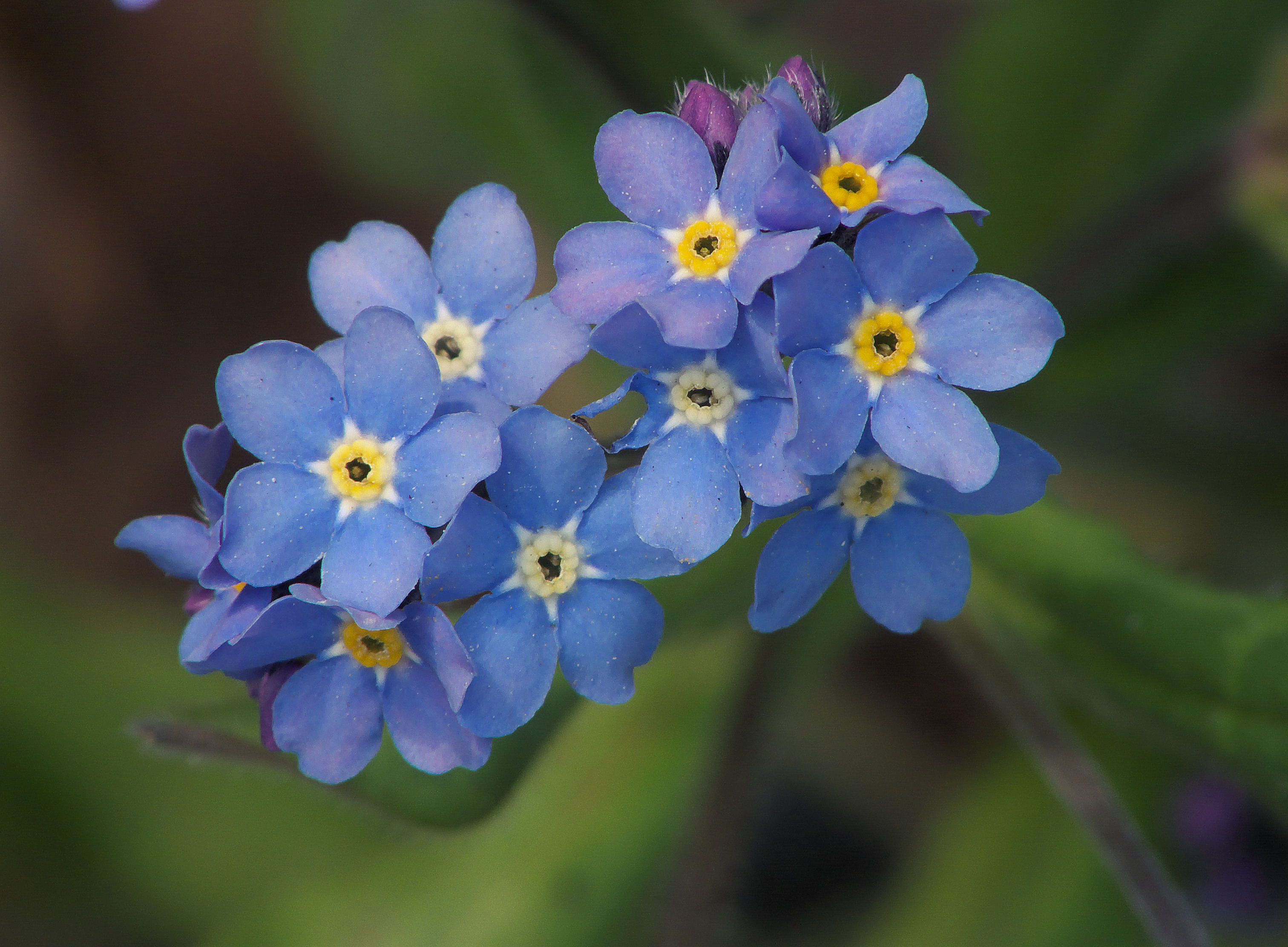
Myosotis sylvatica.

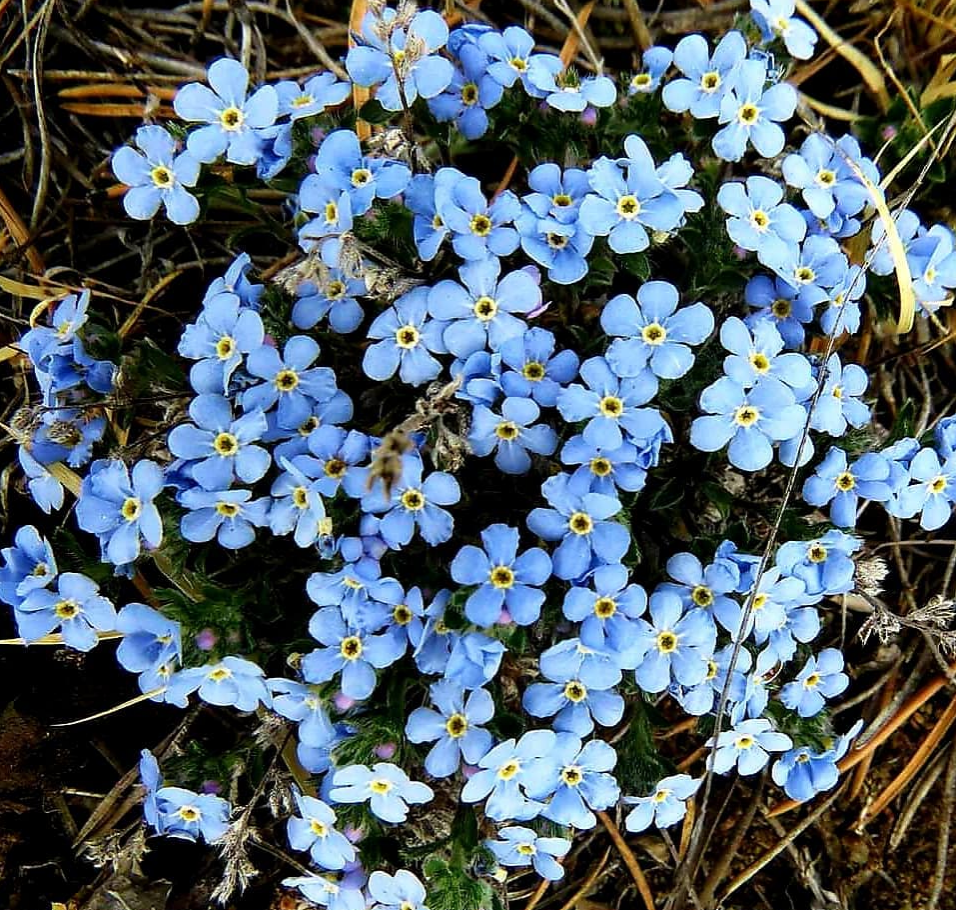
Myosotis (Sibéria Oriental).

Myosotis L., é um género de plantas com flor da família Boraginaceae (ordem Lamiales), herbáceas, anuais, que agrupa as espécies conhecidas pelo nome comum de miosótis ou não-me-esqueças. O género apresenta elevada biodiversidade com cerca de 89 espécies consideradas como validamente descritas, algumas delas cultivadas como planta ornamental nos jardins das regiões temperadas e subtropicais.

## Descrição
As espécies do género Myosotis são plantas anuais perenes com pequenas sementes. Conhecem-se cerca de 50 espécies com grande variação morfológica entre elas. Contudo, a maioria apresenta pequenas flores vistosas, com cerca de 1 cm de diâmetro, com cinco pétalas azuladas que se inserem em inflorescência nos extremos dos caules.
A maioria das espécies são endemismos da Nova Zelândia, ainda que ocorram espécies europeias, em especial Myosotis sylvatica que se expandiu por todas as regiões temperadas da Europa, Ásia e Américas. Também ocorre nas zonas de alta montanha de Tenerife (ilhas Canárias), especialmente na laurissilva do Teide.

## Simbologia
Simbolicamente é conhecida como a flor do amor desesperado ou do amante eterno. Algumas das espécies apresentam numerosos cultivares, sendo muito populares em jardins como planta ornamental.
A flor foi escolhida em 2015 como símbolo das comemorações do centenário do genocídio arménio. A distintiva forma de representação da flor foi seleccionada entre AS dezenas de propostas apresentadas à comissão de 100.° aniversário. A escolha assentou no facto do nome não-me-esqueças ter o mesmo significado em todos os idiomas e o lema adoptado ser «Recordar e anunciar». O símbolo representa as doze colunas de pedra do Monumento ao Genocídio de Dzidzernagapert, enquanto as cinco pétalas invocam os cinco continentes onde os arménios encontraram refúgio, dando origem à grande diáspora arménia.
Também foi simbolicamente usada na Argentina como modo de recordar o presidente exilado Juan Domingo Perón, já que estiveram proibidos o seu partido ou manifestações a favor do peronismo logo após o golpe de Estado ocorrido em 1955.

## Taxonomia e sistemática
O género Myosotis foi descrito por Carolus Linnaeus e publicado em Species Plantarum 1: 131. 1753. A espécie tipo é Myosotis scorpioides L.
A etimologia do nome miosótis assenta na expressão "orelha de rato" e tem origem no termo grego μυοσωτίς, composto de μῦς [mus], "rato", e ωτίς [otís], "orelha", uma alusão à forma da folha de algumas das espécies do género.

### Espécies
A World Flora Online considera como validamente descritas 89 espécies, subespécies e variedade de Myosotis, das quais 42 espécies são endemismos da Nova Zelândia. A lista de espécies inclui:
- Myosotis abyssinica Boiss. & Reut.
- Myosotis afropalustris  C.H. Wright
- Myosotis albiflora Banks & Sol. ex Hook.f.
- Myosotis albosericea Hook.f.
- Myosotis alpestris F.W.Schmidt (não-me-esqueças alpina)
- Myosotis alpina Lapeyr.
- Myosotis amabilis Cheeseman
- Myosotis ambigens (Bég.) Grau
- Myosotis angustata Cheeseman
- Myosotis antarctica Hook.f.
- Myosotis arnoldii L.B.Moore
- Myosotis arvensis (L.)Hill (não-me-esqueças do campo)
- Myosotis asiatica (Vestergr. ex Hultén) Schischk. & Serg. (não-me-esqueças asiática)
- Myosotis australis R.Br.
- Myosotis azorica H.C.Watson (não-me-esqueças dos Açores)
- Myosotis balbisiana Jord.
- Myosotis baltica Sam. ex Lindm.
- Myosotis bothriospermoides Kitag.
- Myosotis brevis de Lange & Barkla
- Myosotis brockiei L.B.Moore & M.J.A.Simpson
- Myosotis bryonoma Meudt, Prebble & Thorsen
- Myosotis cadmea Kitag
- Myosotis capitata Hook.f.
- Myosotis caespitosa Schultz (não-me-esqueças tufado)
- Myosotis chaffeyorum Lehnebach
- Myosotis cheesemanii Petrie
- Myosotis × cinerascens Petrie
- Myosotis colensoi (Kirk) J.F.Macbr.
- Myosotis concinna Cheeseman
- Myosotis decumbens Host
- Myosotis discolor Pers. (não-me-esqueças em mudança)
- Myosotis densiflora C. Koch
- Myosotis exarrhena F.Muell.
- Myosotis eximia Petrie
- Myosotis explanata Cheeseman
- Myosotis forsteri Lehm.
- Myosotis glabrescens L.B.Moore
- Myosotis glauca (G.Simpson & J.S.Thomson) de Lange & Barkla
- Myosotis goyenii Petrie
- Myosotis incrassata Guss.
- Myosotis krylovii Serg.
- Myosotis laeta Cheeseman
- Myosotis laingii Cheeseman
- Myosotis lamottiana (Braun-Blanq. ex Chass.) Grau
- Myosotis latifolia Poir. (não-me-esqueças folha larga)
- Myosotis laxa Lehm. (não-me-esqueças tufado ou não-me-esqueças louro)
- Myosotis lithospermifolia Hornem.
- Myosotis lyallii Hook.f.
- Myosotis lytteltonensis (Laing & A.Wall) de Lange
- Myosotis macrantha (Hook.f.) Benth. & Hook.f.
- Myosotis macrosperma Engelm. (não-me-esqueças de semente grande)
- Myosotis matthewsii L.B.Moore
- Myosotis monroi Cheeseman (não-me-esqueças de Monro)
- Myosotis mooreana Lehnebach
- Myosotis nemorosa Besser
- Myosotis oreophila Petrie
- Myosotis pansa (L.B.Moore) Meudt, Prebble, R.J.Stanley & Thorsen
- Myosotis pansa subsp. pansa (L.B.Moore) Meudt, Prebble, R.J.Stanley & Thorsen subsp. pansa (não-me-esqueças de Waitakere)
- Myosotis pansa subsp. praeceps (L.B.Moore) Meudt, Prebble, R.J.Stanley & Thorsen subsp. pansa
- Myosotis petiolata Hook.f.
- Myosotis pottsiana (L.B.Moore) Meudt, Prebble, R.J.Stanley & Thorsen
- Myosotis pulvinaris Hook.f.
- Myosotis pygmaea Colenso
- Myosotis ramosissima Rochel (não-me-esqueças temporã)
- Myosotis rakiura L.B.Moore
- Myosotis retrorsa Meudt, Prebble & Hindmarsh-Walls
- Myosotis rivularis (Vestergr.) A.P. Khokhr
- Myosotis sachalinensis Popov
- Myosotis saxatilis Petrie
- Myosotis saxosa Hook.f.
- Myosotis scorpioides (L.) (não-me-esqueças verdadeiro)
- Myosotis secunda Al.Murray (não-me-esqueças sorrateiro)
- Myosotis sicula Guss. (não-me-esqueças de Jersey)
- Myosotis sparsiflora J.C.Mikan ex Pohl
- Myosotis spatulata G.Forst.
- Myosotis speluncicola Schott ex Boiss
- Myosotis stenophylla Knaf
- Myosotis stricta Link ex Roem. & Schult.
- Myosotis strigulosa Rchb.
- Myosotis suavis Petrie
- Myosotis sylvatica Ehrh. ex Hoffm. (não-me-esqueças de madeira)
- Myosotis tenericaulis Petrie
- Myosotis traversii Hook.f.
- Myosotis umbrosa Meudt, Prebble & Thorsen
- Myosotis uniflora Hook.f.
- Myosotis venosa Colenso
- Myosotis verna Nutt. (não-me-esqueças de primavera)
- Myosotis × bollandica P. Jepson

- Lista completa

## Galeria

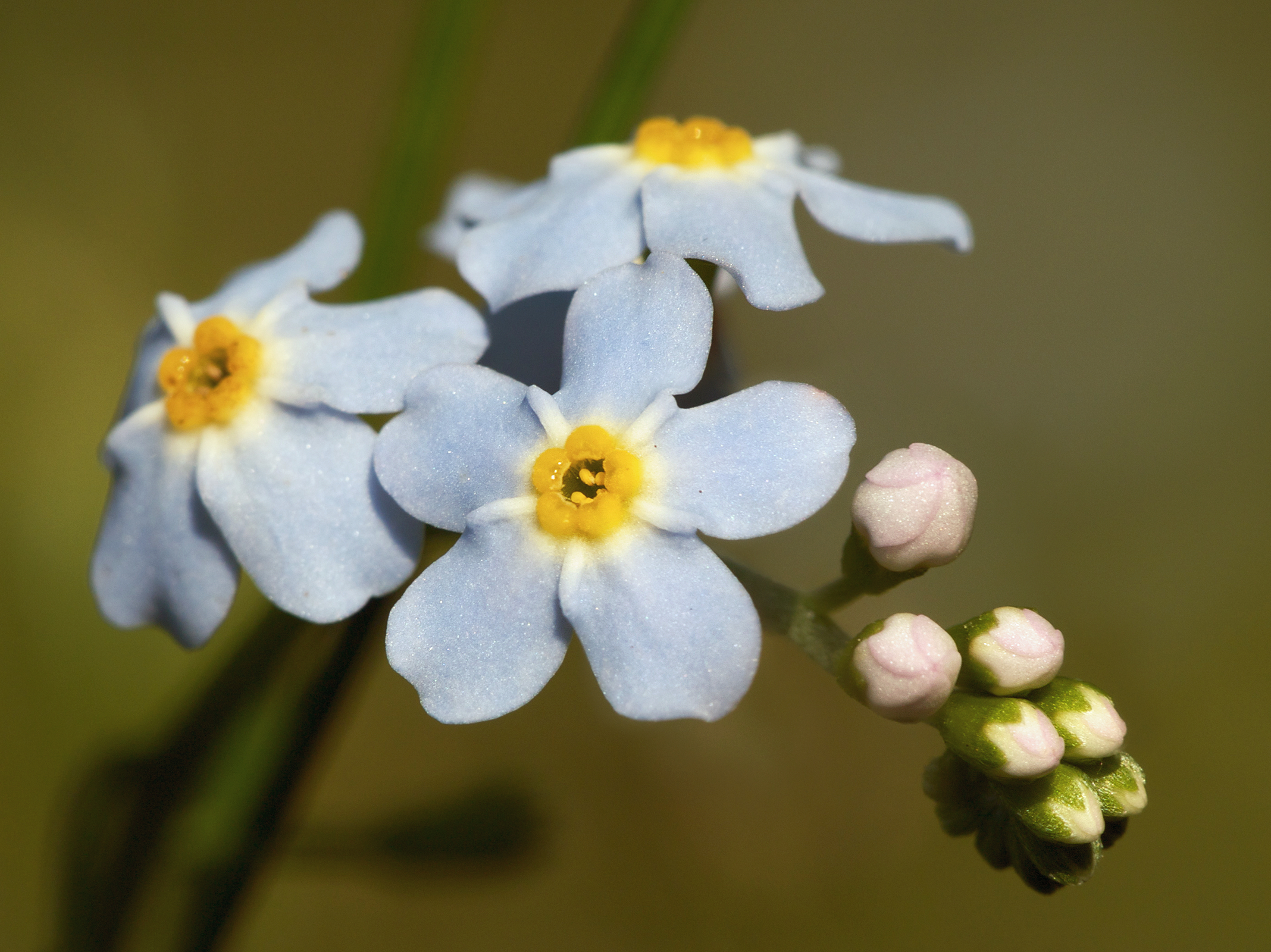
Myosotis scorpioides
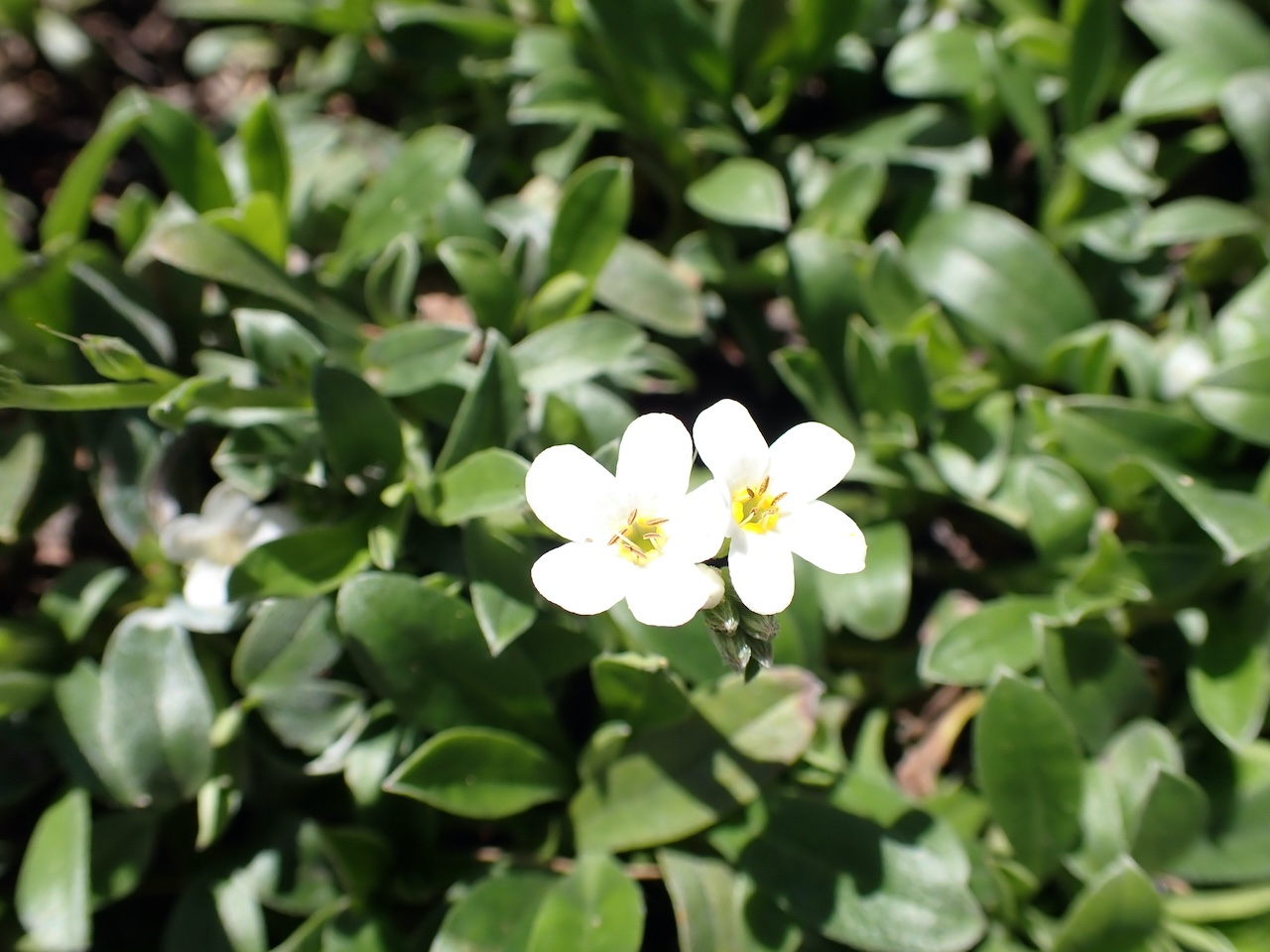
Myosotis eximia
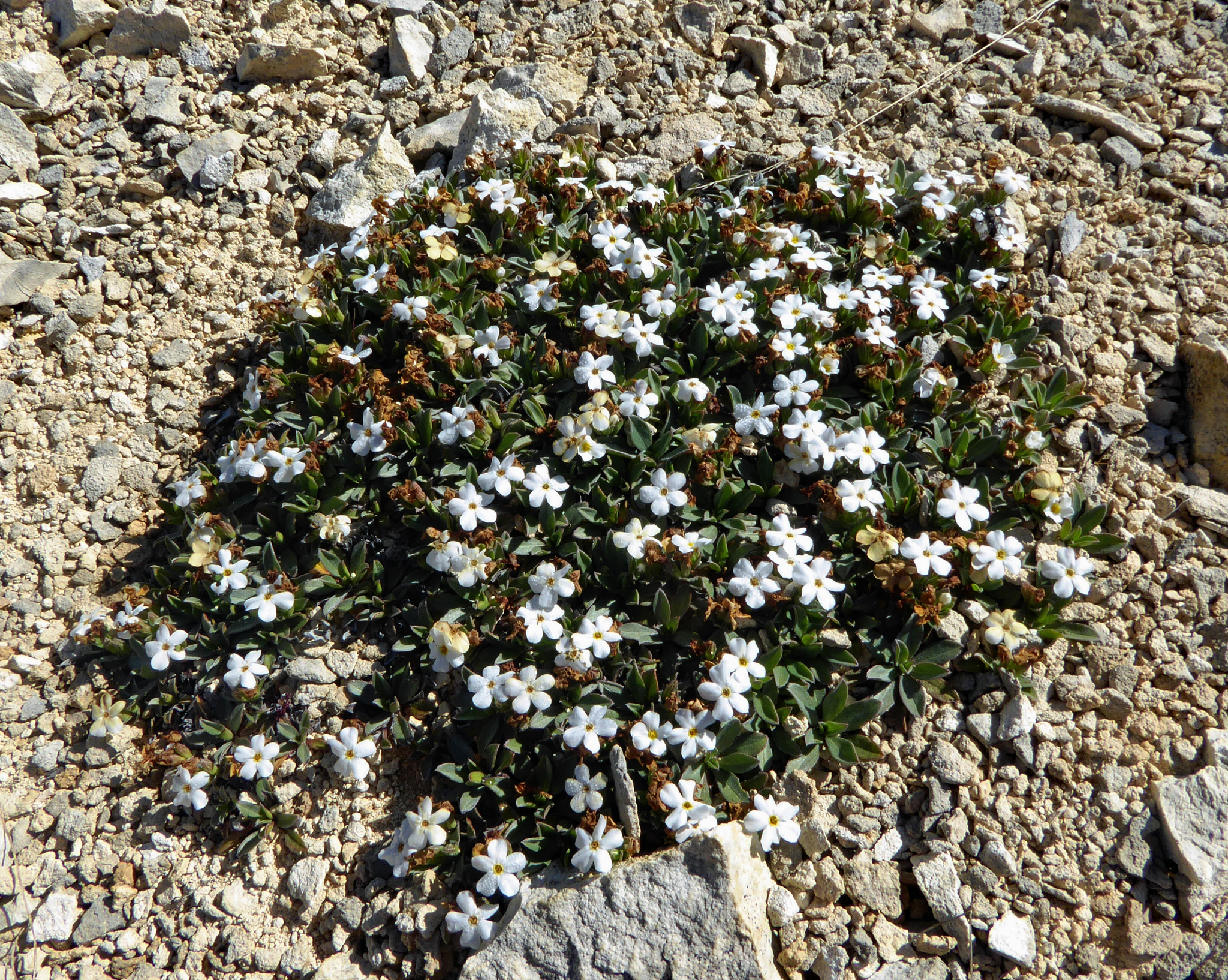
Myosotis colensoi
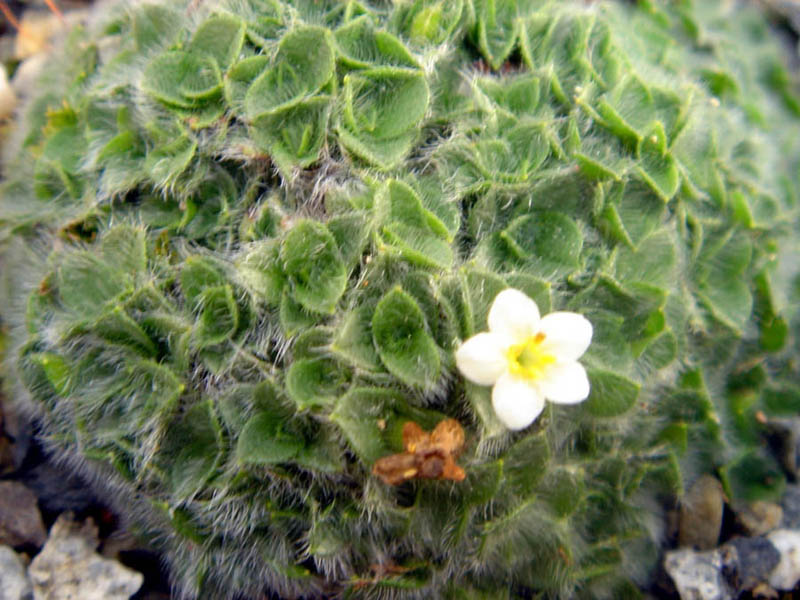
Myosotis pulvinaris
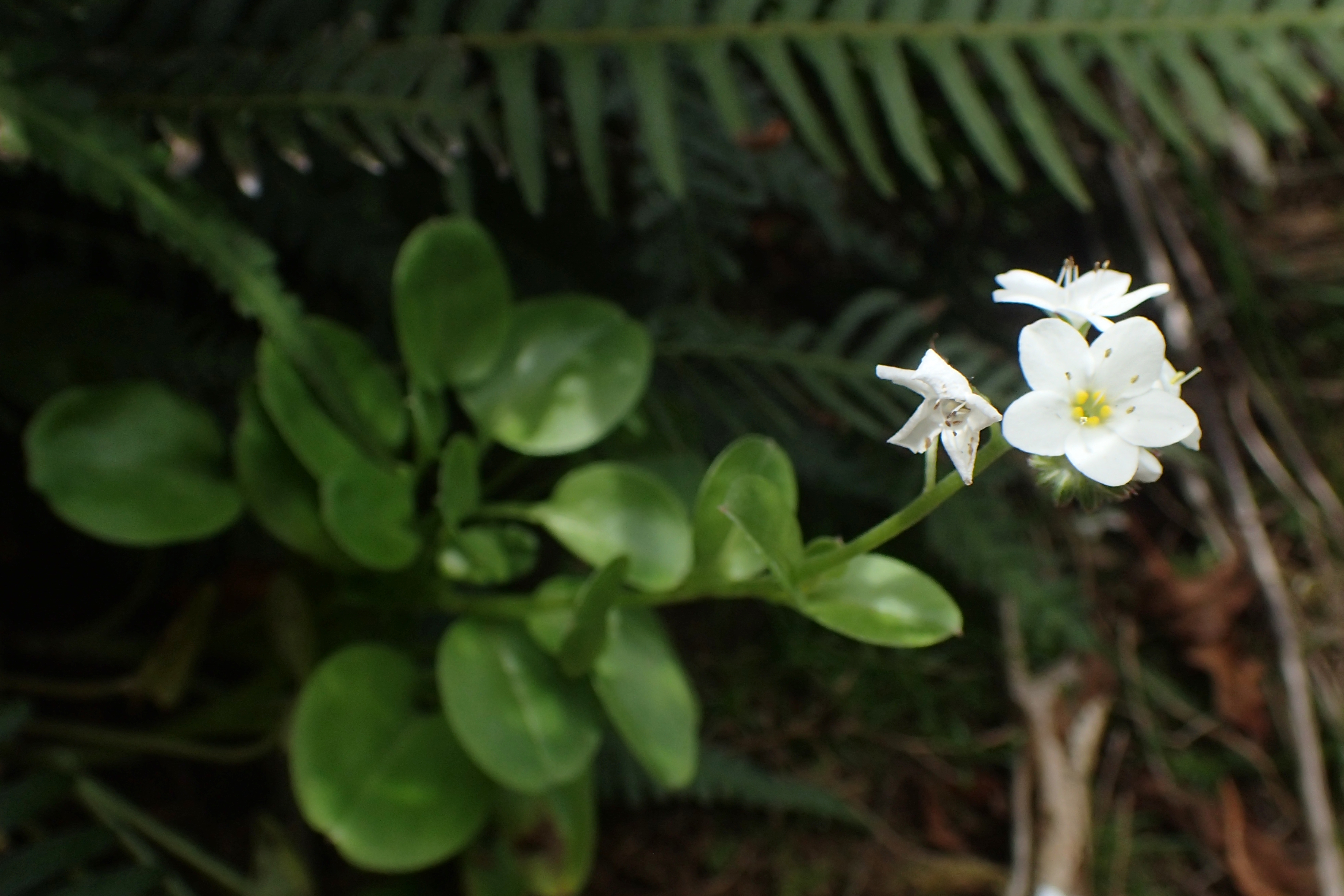
Myosotis pansa

## Classificação lineana do género
| Sistema | Classificação                      | Referência               |
| ------- | ---------------------------------- | ------------------------ |
| Linné   | Classe Pentandria, ordem Monogynia | Species plantarum (1753) |